# Kick Back (EP)
Albums de WayV
Awaken the World
(2020) Phantom
(2022)
Singles
1. Kick Back
Sortie : 10 mars 2021

Kick Back est le troisième EP du boys band chinois WayV, sorti le 10 mars 2021 sous Label V et SM Entertainment, distribué par Dreamus Company Korea en Corée du Sud et par Owhat en Chine. Composé de six chansons qui relèvent principalement du genre R&B avec des influences hip-hop et pop, ce nouveau mini-album comprend la participation de divers auteurs-compositeurs et équipes de production qui ont déjà travaillé avec SM Entertainment, à savoir Alawn, Jasmine Kara, Bobii Lewis, Ebenezer Fabiyi, Dsign Music, Hyuk Shin, Simon Petrén, Cazzi Opeia, Ryan S. Jhun et bien d'autres.

## Contexte et sortie
Après avoir sorti leur premier album studio, Awaken the World, WayV a participé au projet NCT 2020 de NCT pour la fin de l'année 2020 et a sorti la chanson "月 之 迷 (Nectar)" qui figure sur les albums sortis à cette occasion,. Le 23 février 2021, WayV a annoncé que son prochain EP, intitulé Kick Back, devrait sortir le 10 mars. Les photos teaser des deux versions de l'EP ont ensuite été publiés séquentiellement pendant les deux semaines suivantes.

## Chansons
Kick Back s'ouvre avec le premier single du même nom, une chanson de danse R&B progressive qui combine une voix vibrante et un flux calme de rap. Les paroles véhiculent un message à forte énergie positive. La chanson suivante "Action Figure" est basée sur une musique de cuivres dont les paroles racontent l'histoire d'un personnage principal qui est une poupée ou une figurine d'action qui se sent triste face aux contraintes de sa froide réalité, il souhaite cependant protéger les rêves et espoirs des autres. Après "面对面 (Face to Face)", morceau qui figure sur l'album Take Over the Moon, Kun, Ten et Xiaojun se sont à nouveau réunis pour la chanson "天空海 (Horizon)", une ballade qui exprime la gratitude du groupe envers leurs fans. Le quatrième morceau, "梦尽 (All For Love)", est une chanson R&B trap avec un riff de piano rétro attrayant qui rappelle l'ambiance sentimentale de la nuit. Il est suivi de "Good Time", une chanson pop avec un rythme hip-hop.

## Single
Le clip-vidéo de "Kick Back" est sorti en même temps que l'EP. La chanson a débuté à la septième place sur le Tencent Music's UNI Chart, obtenant le score le mieux payé de la semaine,. 

## Promotion
WayV a organisé un showcase qui a été retransmis sur YouTube, V Live et Weibo. Le groupe a interprété le single principal pour la première fois ainsi que d'autres pistes figurant sur l'album et leurs succès précédents. Avant de commencer leur tournée de promotion dans des émissions musicales sud-coréennes, Label V a annoncé que Winwin et Lucas seraient absents lors de la promotion étant donné qu'ils sont actuellement en Chine pour leurs activités en solo et qu'ils sont placés en quarantaine. Cependant, avant leur départ, le groupe a pu pré enregistrer une performance de "Kick Back" pour l'émission M Countdown. Le groupe a par la suite de temps à autre interprété la version coréenne de la chanson, comme par exemple dans les émissions Music Bank, Inkigayo ou encore Show! Music Core.

## Succès commercial
À sa sortie, l'EP a atteint la première place sur iTunes dans 25 pays. À la suite du succès de leur album précédent au Japon, Kick Back a fait ses débuts sur l'Oricon Albums Chart et le Billboard Japan Hot Albums à la 35e place,.

## Liste des titres
| Kick Back | Kick Back                                             | Kick Back    | Kick Back                                                               | Kick Back | Kick Back | Kick Back | Kick Back | Kick Back | Kick Back |
| No        | Titre                                                 | Auteur       | Producteur(s)                                                           | Durée     |           |           |           |           |           |
| --------- | ----------------------------------------------------- | ------------ | ----------------------------------------------------------------------- | --------- | --------- | --------- | --------- | --------- | --------- |
| 1.        | 秘境 (Kick Back)                                      | Pan Yan Ting | Harold "Alawn" Philippon, Jasmine Kara, Keynon "KC" Moore, Ryan S. Jhun | 3:50      |           |           |           |           |           |
| 2.        | Action Figure                                         | Lin Xin Ye   | Bobii Lewis, Ebenezer Olaoluwa Fabiyi, Magnus Klausen, JUNNY            | 3:19      |           |           |           |           |           |
| 3.        | 天空海 (Horizon) (interprété par Kun, Ten et Xiaojun) | Xiaohan      | Hwang Chan-hee, Simon Petrén                                            | 3:31      |           |           |           |           |           |
| 4.        | 梦尽 (All For Love)                                   | Pan Yan Ting | Hyuk Shin (Joombas), Seann Bowe (Joombas)                               | 3:17      |           |           |           |           |           |
| 5.        | Good Time                                             | DeerJenny    | Jun Suk Choi, Alexander Karlsson, Cazzi Opeia (Sunshine)                | 3:20      |           |           |           |           |           |
| 6.        | Kick Back (Korean Ver.)                               | Kim Min-ji   | Harold "Alawn" Philippon, Jasmine Kara, Keynon "KC" Moore, Ryan S. Jhun | 3:50      |           |           |           |           |           |
| 20:22     |                                                       |              |                                                                         |           |           |           |           |           |           |

## Classements

### Classements hebdomadaires
| Classement                         | Meilleure position |
| ---------------------------------- | ------------------ |
| South Korea (Gaon)                 | 1                  |
| Japan Hot Albums (Billboard Japan) | 35                 |
| Japanese Albums (Oricon)           | 35                 |

#### Classements mensuels
| Classements                | Meilleure position |
| -------------------------- | ------------------ |
| South Korean Albums (Gaon) | 6                  |
| Japanese Albums (Oricon)   | 25                 |

#### Classement annuel
| Classement                 | Meilleure position |
| -------------------------- | ------------------ |
| South Korean Albums (Gaon) | 47                 |

## Certification
| Pays               | Certification | Unités certifiés / Ventes |
| ------------------ | ------------- | ------------------------- |
| South Korea (Gaon) | Platine       | 250 000                   |

## Historique de sortie
| Pays         | Date         | Format                    | Label                                            |
| ------------ | ------------ | ------------------------- | ------------------------------------------------ |
| Chine        | 10 mars 2021 | Téléchargement de musique | Label V                                          |
| Monde entier | 10 mars 2021 | Téléchargement de musique | Label V, SM Entertainment                        |
| Chine        | 10 mars 2021 | CD                        | Label V, Owhat                                   |
| Corée du Sud | 10 mars 2021 | CD                        | Label V                                          |
| Monde entier | 10 mars 2021 | CD                        | Label V, SM Entertainment, Dreamus Company Korea |